# Georges Stuber
 (Zugo, 11 maggio 1925 – 16 aprile 2006) è stato un calciatore svizzero, di ruolo portiere.

## Palmarès

### Club

#### Competizioni nazionali
- Campionato svizzero: 2

Losanna: 1950-1951
Servette: 1960-1961
- Coppa Svizzera: 1

Losanna: 1949-1950